# Neotoma phenax
Neotoma phenax је врста глодара из породице хрчкова (лат. Cricetidae). 

## Распрострањење
Мексико је једино познато природно станиште врсте.

## Станиште
Врста Neotoma phenax има станиште на копну.

## Начин живота
Врста Neotoma phenax прави гнезда. Исхрана врсте укључује воће и лишће.

## Угроженост
Ова врста је на нижем степену опасности од изумирања, и сматра се скоро угроженим таксоном.

### Популациони тренд
Популација ове врсте се смањује, судећи по расположивим подацима.